# Дракула (филм из 1979)
Дракула (енгл. Dracula) је америчко-британски хорор филм из 1979. године, рађен по истоименом роману Брема Стокера, од редитеља Џона Бадема са Френком Лангелом, Кејт Нелиган, Лоренсом Оливијем, Доналдом Плезенсом, Тревором Ивом и Силвестером Макојем у главним улогама. Добио је Награду Сатурн за најбољи хорор филм године.
Радња филма је у знатној мери измењена у односу на роман. Измењене су крајње судбине бројних ликова, укључујући и професора Ван Хелсинга, што је изазвало бројне негативне критике и довело до тога да филм добије слабије оцене критичара и публике у односу на верзију из 1931. и из 1958, као и у односу на предстојећу верзију из 1992. Критичар Роџер Иберт је похвалио филм и оценио га са 3,5/4 звездице, док га је Џенет Маслин испред Њујорк тајмса описала речима: „без стила и без сврхе”.
Филм је остварио солидан комерцијални успех, зарадивши преко 30 милиона долара.

## Радња
Године 1913, гроф Дракула се сели из Трансилваније у Енглеску, у потрази за својом бесмртном невестом. Када младе девојке изненада почну да умиру са ожиљцима на врату, доктор Џек Сјуард позива у помоћ професора Абрахама ван Хелсинга...

## Улоге
| Глумац          | Улога                        |
| --------------- | ---------------------------- |
| Френк Лангела   | гроф Дракула                 |
| Кејт Нелиган    | Луси Сјуард                  |
| Тревор Ив       | Џонатан Харкер               |
| Лоренс Оливије  | професор Абрахам ван Хелсинг |
| Доналд Плезенс  | др Џек Сјуард                |
| Тони Хејгарт    | Мило Ренфилд                 |
| Џен Франсис     | Мина ван Хелсинг             |
| Силвестер Макој | Волтер Миртл                 |
| Џенин Дувицки   | Ени                          |
| Теди Тарнер     | Свејлс                       |